# Hergershausen

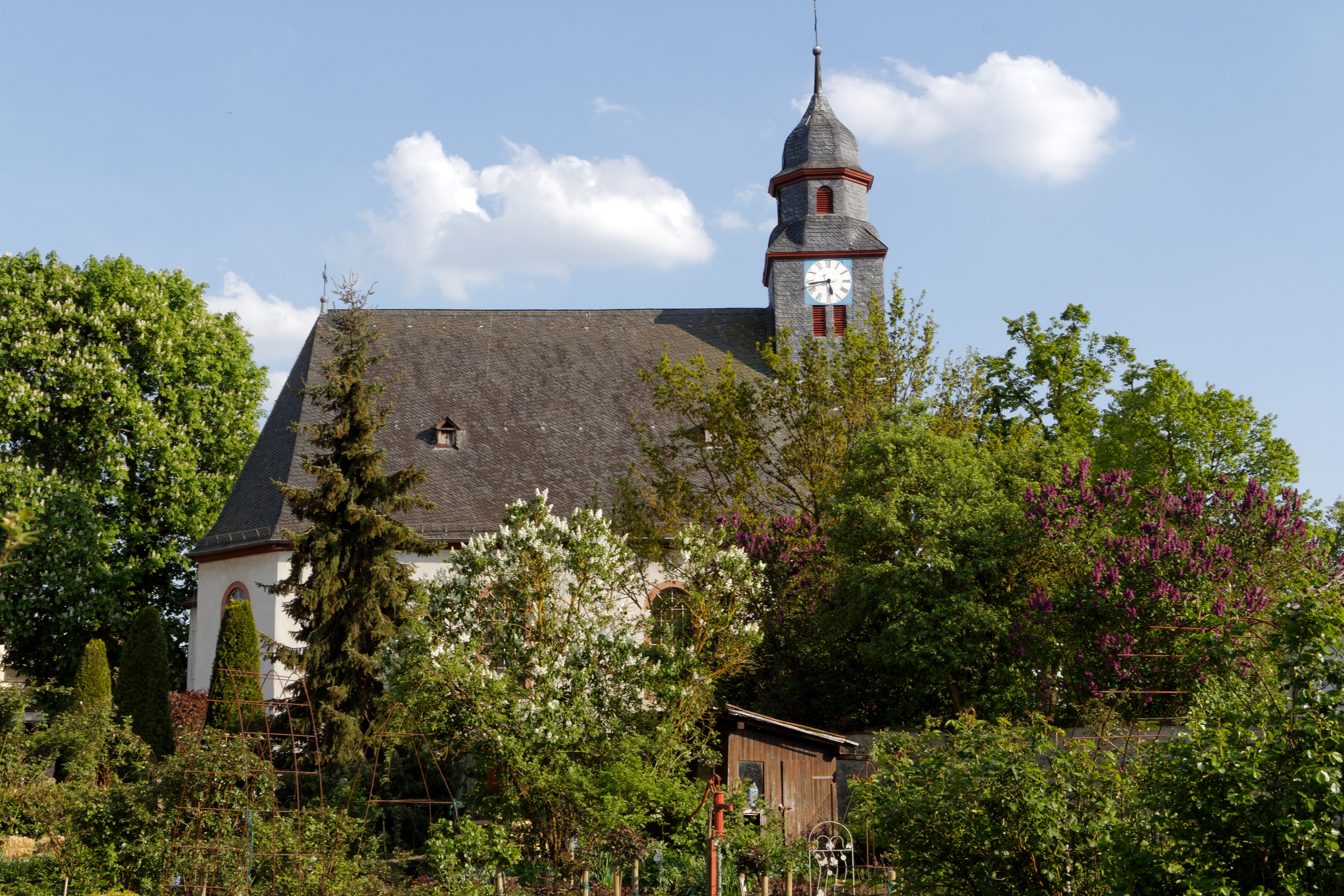
Iglesia de Hergershausen

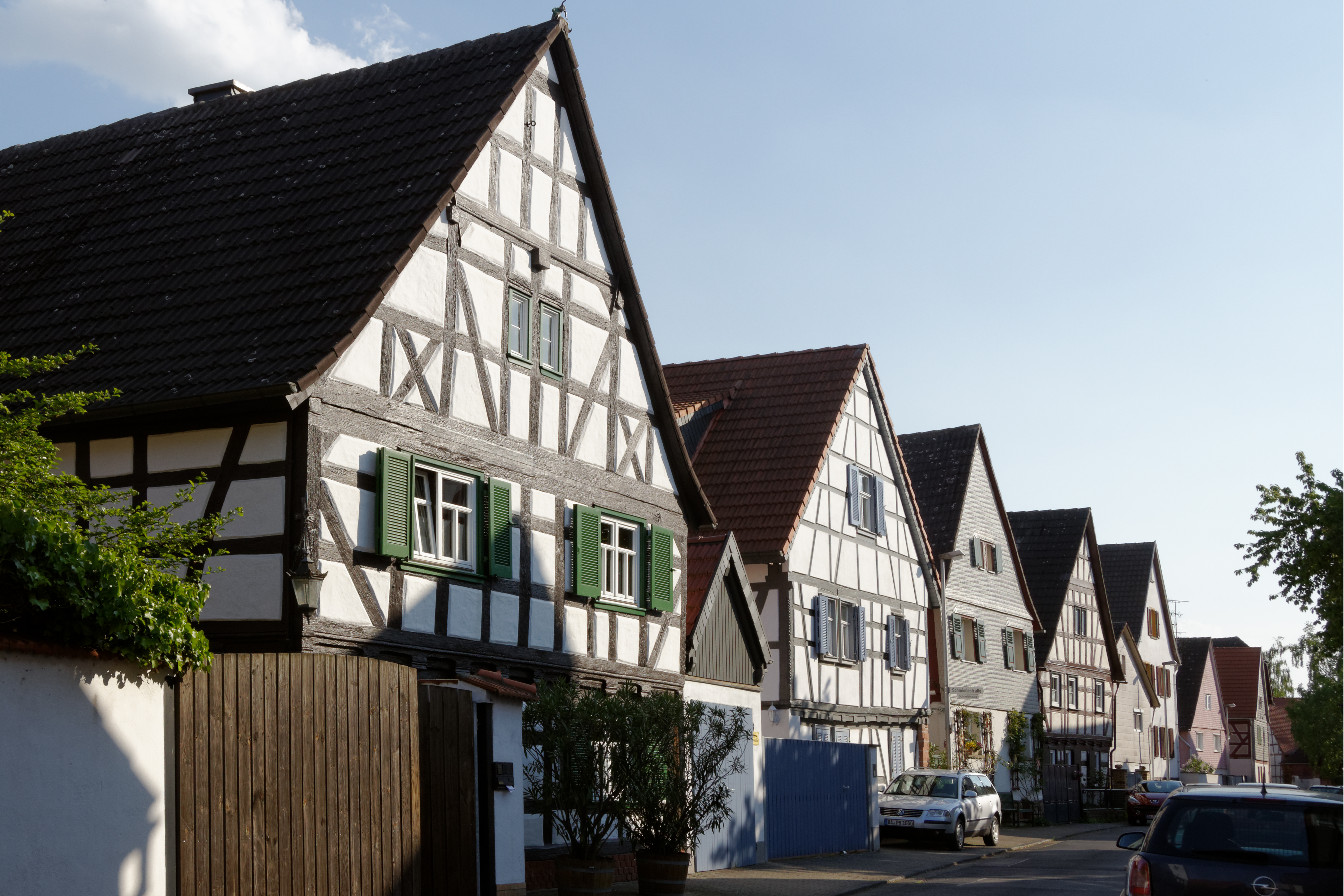
Casas con entramado de madera en la calle "Breite Straße"

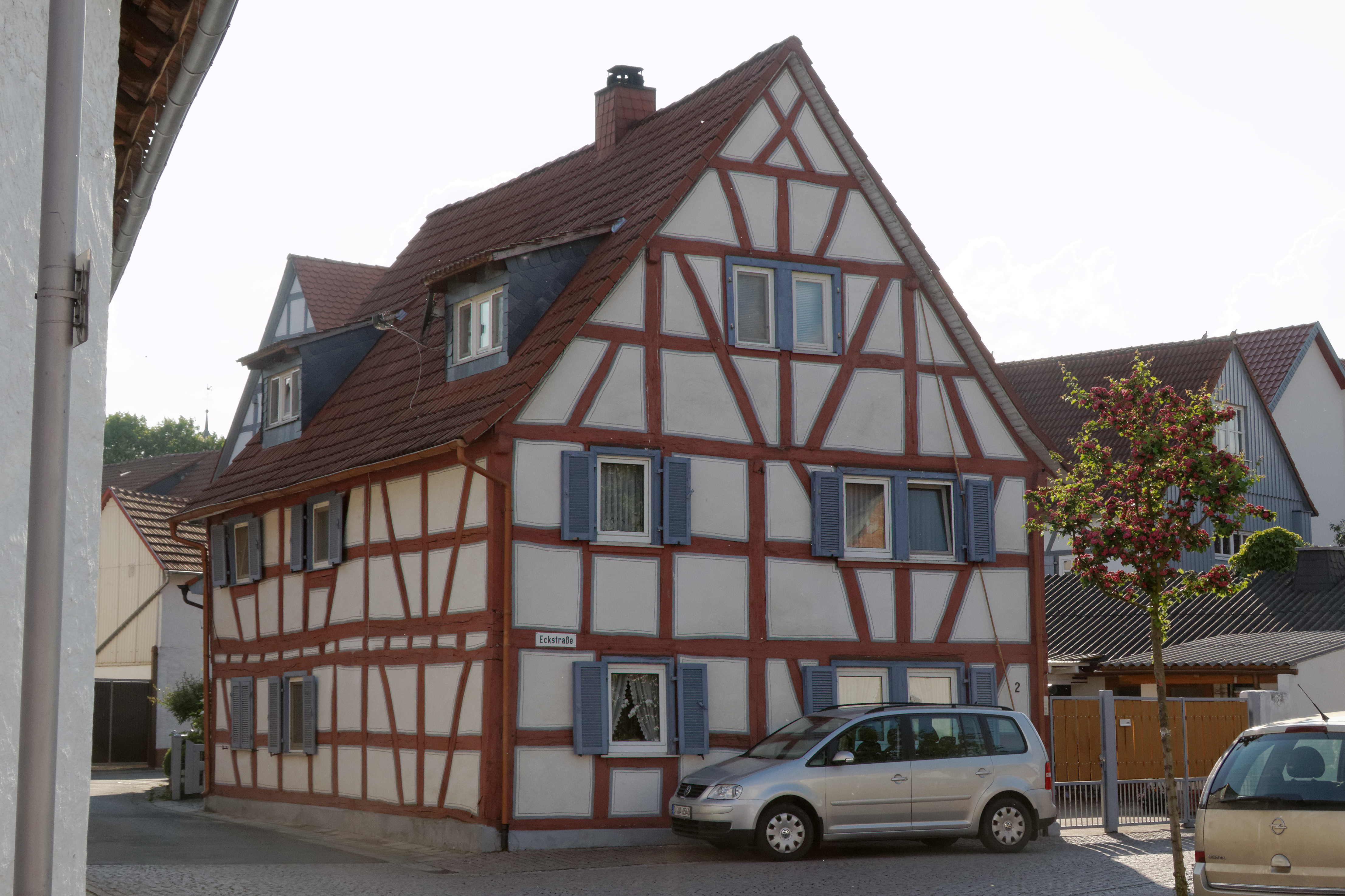
Casa de entramado de madera en la calle "Eckstraße"

Hergershausen es el más grande de los cinco pueblos del municipio de Babenhausen en el distrito de Darmstadt-Dieburg en el sur de Hesse.

## Localización geográfica
La ciudad está ubicada en el distrito de Darmstadt-Dieburg en las primeras estribaciones del norte de Selva de Oden, a unos 7 km al noreste de Dieburg, en el río Gersprenz, a una altitud de 130 m. La estructura del pueblo con casas de entramado de madera en su mayoría a dos aguas de los siglos XVII y XVIII está bien conservada.

## Historia

### Prehistoria e historia temprana

#### Edad de Bronce
Además de los hallazgos óseos, el primer asentamiento de Hergershausen en la Edad del Bronce se puede probar a través de un túmulo funerario en el campo de Haugsahl, al oeste de Hergershausen. Los primeros hallazgos de objetos provienen de la época de la cultura de los campos de urnas (1200-800 aC). La cultura de los campos de urnas se caracteriza por el hecho de que los muertos no son enterrados en túmulos sino quemados en urnas. Los siguientes objetos de cerámica fueron encontrados en tumbas de cremación:
- 5 tazones torcidos,
- una taza de cuello de cono,
- una taza de hombro,
- un cuello de cilindro roto,
- una urna de cuello cilíndrico de 40,5 cm

Se encontraron un anillo y dos fragmentos de huesos largos del período de cultura de La Tène cerca de las obras hidráulicas en Hergershausen. Algunos de estos artículos se exhiben en el Museo Schloss Fechenbach en Dieburg.

#### Periodo romano
En la época romana, una calzada romana atravesaba el distrito de Hergershausen y conectaba la fortaleza romana de Dieburg con Seligenstadt. Se hicieron hallazgos en tumbas de urnas romanas en las carreteras hacia Eppertshausen y Sickenhofen, así como al norte de Hergershausen. El hallazgo más importante, sin embargo, fue el Hergershausen Priapus. Una estatua de terracota de 25 cm de altura de pie sobre un pedestal, vestida con una túnica y sosteniendo una cesta llena de frutas.

### Edad Media

#### Primera mención
Hergershausen se mencionó por primera vez en 1260 como resultado de un intercambio de ingresos por intereses. El abad Rudolf del monasterio de Santa Alban cerca de Maguncia intercambió los ingresos por intereses de 2 chelines de Heregerishusen y Großostheim con los ingresos equivalentes del "judío Anselmo con barba de Maguncia", que estaba más cerca de Maguncia. El intercambio estuvo a cargo de la Abadía de San Pedro y Alejandro en Aschaffenburg. El documento está autenticado con el sello del abad Rodolfo. También se pueden encontrar menciones de este intercambio en la necrología del monasterio (1267/68) y en el registro de intereses de la cámara (1283).

#### El nombre de Hergershausen
El nombre Hergershausen probablemente deriva de una casa u otro sitio de asentamiento de un hombre llamado Herigar. Según el nombre, es probable que sea una fundación carolingia (687-814 dC). En el período que siguió, el lugar fue mencionado en documentos históricos con nombres de lugares cambiantes (entre paréntesis el año de la mención):

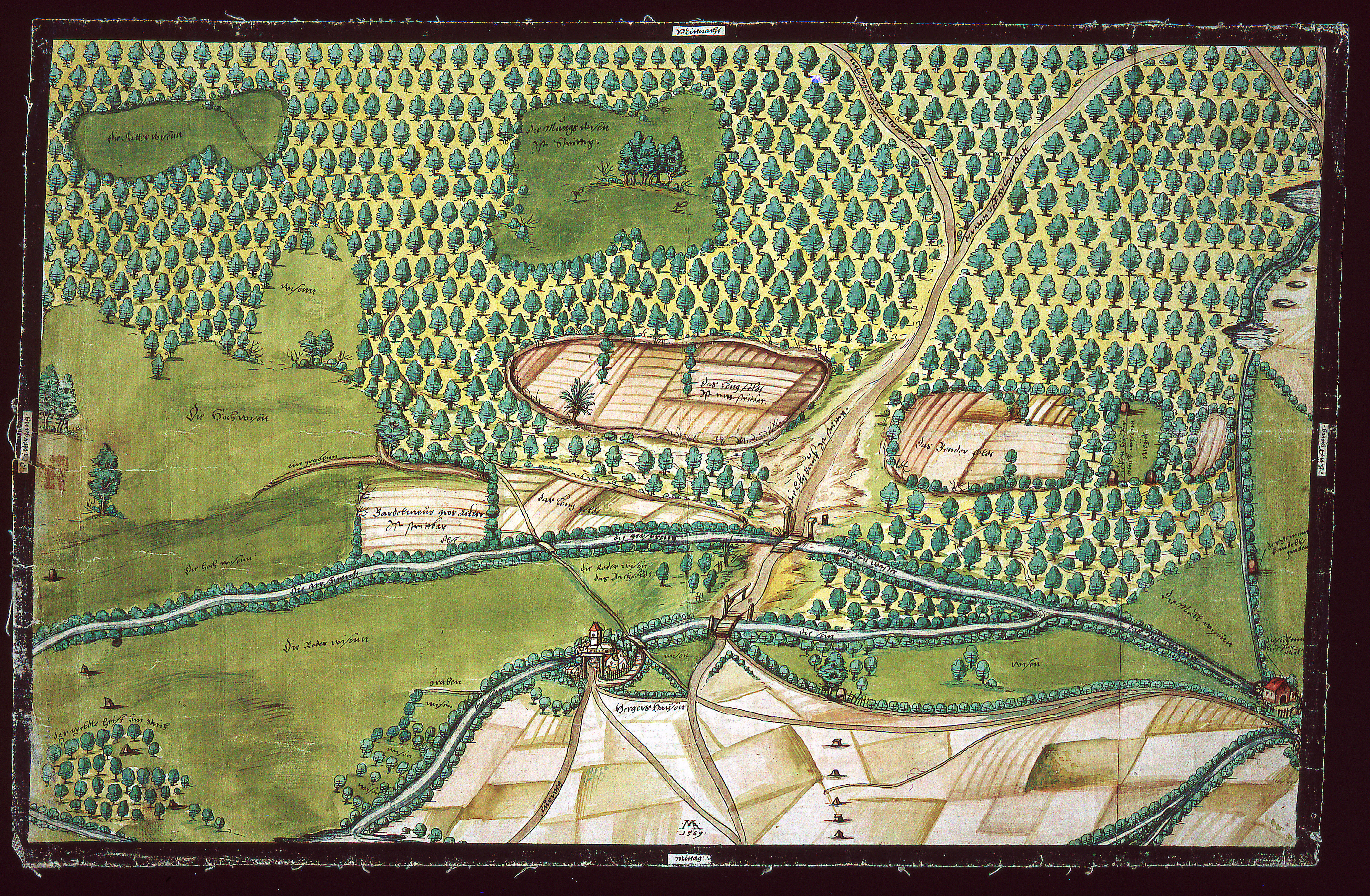
Mapa de Hergershausen y alrededores

- Heregerishusin (1260);
- Hergerishusin (1283);
- Hergershusin (1340);
- Hergirshusen (1355);
- Hergetshausen (1369);
- Hergershusen (1371);
- Hergirshusen (1388);
- Hirginshusen (1405);
- Herngeßhusen (1435);
- Hirgerßhußen (1467);
- Mapa de Hergershausen y alrededoresMapa de Marca Babenhausen y alrededoresHergerßhausen (1545).

Mapa de Marca Babenhausen y alrededores

#### Historia medieval
El pueblo probablemente entró en posesión de Hanau a través del matrimonio de Adelheid de Münzenberg, hija de Ulrich I de Münzenberg, con Reinhard I de Hanau, que tuvo lugar antes de 1245 (se desconoce el año exacto). Perteneció a la oficina del señorío de Babenhausen y más tarde al condado de Hanau, luego desde 1456 al condado de Hanau-Lichtenberg. También perteneció a la Marca de Babenhausen.
Una de las menciones más antiguas que se conservan del pueblo se remonta a 1340, cuando Culmann y Hille Hartrad recibieron un centavo de una libra Heller de Hergershausen de Oswald, Johann y Hermann Groschlag. Antes de descubrir la nueva primera mención en 1260, esa mención fue la primera mención de Hergershausen. Incluso entonces, el lugar probablemente fue entregado como feudo por el conde de Hanau a la familia de Groschlag de Dieburg.
En 1368 la familia de Groschlag intercambió derechos con los Condes de Hanau. Así recibieron el tribunal del pueblo y el derecho a hospedarse.
1426 es el primer documento en el que el conde Reinhart II de Hanau entrega Hergershausen como feudo a los hermanos Heinrich y Henne de Groschlag, con todos sus accesorios (corte, campos, prados, pastos y súbditos).
En 1438 la familia de Groschlag comprometió el feudo de Hergershausen con todos sus accesorios y otros lugares circundantes al conde Johann III. y Felipe I. de Katzenelnbogen. El Landgraviate de Hesse (-Darmstadt) eran los herederos de los Condes de Katzenelnbogen.
Los años siguientes siempre se caracterizaron por disputas legales entre los condes de Hanau-Lichtenberg y los Groschlag, quienes intentaron aprovechar todas las oportunidades para obtener más derechos para su feudo. En 1504, Osvaldo de Groschlag trató de romper con el gobierno de los condes de Hanau-Lichtenberg y someterse al electorado de Maguncia. Quería aprovechar la oportunidad que le presentaba la muerte de Felipe II y la prohibición imperial sobre su hijo Felipe III. reveló. El proyecto se mantuvo tras la reconciliación de Felipe III. con el emperador Maximiliano I sin éxito.

### Edad Moderna temprana

#### sigloXVI.
De 1510 a 1552, los residentes de Hergershausen compraron el Comburguesía en Fráncfort del Meno, lo que significaba que, en caso de peligro, los residentes de Hergershausen y Sickenhofen podían refugiarse detrás de las murallas de la ciudad de Fráncfort. No está claro exactamente por qué se eligió Fráncfort, que está tan lejos. El Comburguesía fue retirado de los residentes de Hergershausen y Sickenhofen después de 52 años porque ya no cumplían con sus obligaciones, incluido el mantenimiento de las fortificaciones de Fráncfort.
En 1544, el conde Felipe IV de Hanau-Lichtenberg se convirtió oficialmente a la fe luterana y en el mismo año encargó a Erasmus Alberus que convirtiera el subcondado de Babenhausen y, por lo tanto, también Hergershausen. Algunos ciudadanos de Hergershausen fueron luego a la Iglesia protestante en Sickenhofen, ya que en Hergershausen solo había una iglesia filial de la Iglesia católica de Dieburg. Por lo tanto, se puede hablar de una dicotomía de las denominaciones hasta alrededor del año 1600.
En 1546, el Landgrave Felipe I de Hesse-Darmstadt renunció a los gravámenes de Hergershausen y Sickenhofen por 2.500 florines, por lo que la familia de Groschlag volvió a ser propietaria total de su feudo.
En 1547, el católico Felipe de Groschlag inició un intento de obtener él y su feudo, incluidos Hergershausen y Sickenhofen, del conde protestante y señor feudal Felipe IV de Hanau-Lichtenberg con la ayuda de una carta de libertad con el sello del emperador Carlos. V resolver. En 1551, el emperador Carlos V apeló al Tribunal de la Cámara Imperial para aclarar el asunto. El asunto se resolvió en 1554 con un acuerdo entre Felipe IV de Hanau-Lichtenberg y Felipe de Groschlag, quien murió en 1564.

#### sigloXVII.
Durante la guerra de los Treinta Años, von Groschlag explotó la agitación de la guerra para obtener más derechos. En 1631, Johann Philipp de Groschlag exigió servicios de corvee a los ciudadanos de Hergershausen y Sickenhofen, quienes, sin embargo, se negaron colectivamente. Un ciudadano común de Hergershausen, Michael Kratz, fue considerado el cabecilla y estuvo bajo custodia en el Tribunal de la familia Groschlag en Dieburg durante 10 días. Sin embargo, un funcionario de Hanau-Lichtenberg dejó absolutamente claro que esta acción se había llevado a cabo sin el consentimiento del conde y, por lo tanto, no es legal.
De agosto a octubre de 1631, los archivos muestran que las aldeas de Hergershausen y Sickenhofen proporcionaron comida y alojamiento a 10 jinetes imperiales y a las tropas imperiales del teniente coronel von Meuen y el coronel Ennet.
En 1632 las tropas del Conde de Isemburgo, aliado de los suecos, expulsaron a las tropas imperiales de la Marca de Babenhausen.
1635 comenzó el momento más difícil para los ciudadanos de Hergershausen. A mediados de febrero, una compañía de suecos con 60 jinetes se alojó en Babenhausen. El 25 de febrero de 1635, la ciudad fue sitiada por el conde Felipe de Mansfeld. El asedio no tuvo éxito. Un último asalto tuvo lugar el 28 de marzo de 1635, pero fue rechazado por los suecos. El conde Felipe de Mansfeld luego se retiró con pérdidas de 350 hombres, pero antes de que incendiaran el molino de Konfurt, lo que provocó una hambruna en la ciudad. El asedio de Babenhausen es importante para Hergershausen, ya que muchos ciudadanos de los pueblos de los alrededores buscaron protección detrás de las murallas de la ciudad de Babenhausen. Está disponible una lista de la oficina de Babenhausen desde septiembre de 1635, en la que se nombran 18 ciudadanos supervivientes de Hergershausen.
Desde 1636, toda la oficina de Babenhausen, incluido Hergershausen, estuvo bajo el Electorado de Maguncia. El elector y al mismo tiempo arzobispo de Maguncia intentó incluir permanentemente la oficina de Babenhausen en sus dominios y así crear una conexión terrestre entre la posesión electoral de Dieburg y la segunda residencia electoral de Aschaffenburg. Sin embargo, después de largas negociaciones, los soldados de Maguncia abandonaron Babenhausen nuevamente en 1647 y Babenhausen volvió a pertenecer al condado de Hanau-Lichtenberg.
En 1647 un regimiento francés pasó por Hergershausen y robó la última campana de la iglesia de Hergershausen que colgaba sobre el presbiterio.
Después del final de la guerra de los Treinta Años en 1648, gran parte de Mark Babenhausen había sido devastada y tuvo que ser reconstruida. Faltaba dinero, comida y ganado. La región se recuperó lentamente. Fue solo después de la primera mitad del siglo XVIII que es probable que la fortuna y la población hayan igualado a las de antes de la guerra. Debido al Conde Friedrich Casimir von Hanau-Lichtenberg, Babenhausen perdió su condición de residencia del Conde, lo que impulsó aún más el desarrollo más lento de la región.
En 1688, un contrato entre Felipe Reinhard de Hanau-Münzenberg y Johann Philipp Ernst Baron de Groschlag dejó en claro que los derechos de Groschlag solo se extendían al lado sur del río Gersprenz.
En 1698, con referencia al tratado de 1688, el río Gersprenz se definió como la frontera norte entre el distrito de Babenhausen y el feudo de Groschlag de Hergershausen y Sickenhofen.

### Tiempos modernos

#### sigloXVIII.
En 1706, las tropas rusas atravesaron Hergershausen, expulsadas de Sajonia por los suecos.
En 1709, Johann Philipp Ernst Baron de Groschlag firmó un contrato con los residentes de Hergershausen y Sickenhofen sobre los impuestos anuales a pagar y los servicios obligatorios a realizar. Este contrato dejaba claro que la familia Groschlag ya no se veía exclusivamente como arrendatarios feudales, sino casi como propietarios de los pueblos, ya que tenían derecho a recaudar impuestos, un derecho fundamental del Estado, que los Condes de Hanau-Münzenberg realmente tener derecho a. En 1772, Friedrich Karl Baron de Groschlag, con confianza en sí mismo, se autodenominó Señor de Hergershausen.
En 1711/12 se consagró el nuevo edificio de la iglesia evangélica, que todavía se usa hoy.
Después de la muerte del último conde de Hanau, Johann Reinhard III. en 1736, el Landgrave Federico I de Hesse-Kassel heredó el condado de Hanau-Münzenberg sobre la base de un contrato de herencia de 1643. Debido a la sucesión intestada, el condado de Hanau-Lichtenberg pasó al hijo de la única hija de Johann Reinhard III, Landgrave Luis IX. de Hesse-Darmstadt. La afiliación del distrito de Babenhausen y sus pueblos a Hanau-Münzenberg o Hanau-Lichtenberg fue disputada entre los dos herederos, lo que dio lugar a décadas de disputas por herencia entre el Landgrave de Hesse-Darmstadt y el Landgrave de Hesse-Kassel.
Durante la Guerra de sucesión de austríaca de 1740 a 1748, el área de Hergershausen fue atravesada repetidamente por tropas austriacas y francesas. Estos tenían que ser abastecidos de alimentos, a veces también se requería trabajo manual y de arneses.
Durante la guerra de los Siete Años de 1756 a 1763, los habitantes de los pueblos tuvieron que proporcionar alimentos a las tropas francesas.
En 1771, los landgraves de Hesse-Kassel y Hesse-Darmstadt acordaron el llamado receso de partición, el asentamiento de Celle. En esta comparación, se determinó que los dos pueblos estaban bajo la administración conjunta y debían turnarse para pagar impuestos al soberano cada año. Los Groschlag mantuvieron el feudo hasta el llamado Aperturfall, la extinción de la línea masculina Groschlag.
En 1799 murió Friedrich Carl Willibald, el último macho de Groschlag. La herencia, incluidas las tierras en Hergershausen y Sickenhofen, fue para su hermana Philippine Gabriele Sophie de Groschlag. Sin embargo, los landgraves de Hesse de Hesse-Kassel y Hesse-Darmstadt no dieron el feudo de Hergershausen y Sickenhofen a la filipina Gabriele Sophie de Groschlag y sus herederos, ya que estaban enojados porque Groschlag consideraba de facto a Hergershausen y Sickenhofen como su propiedad.

#### sigloXIX.

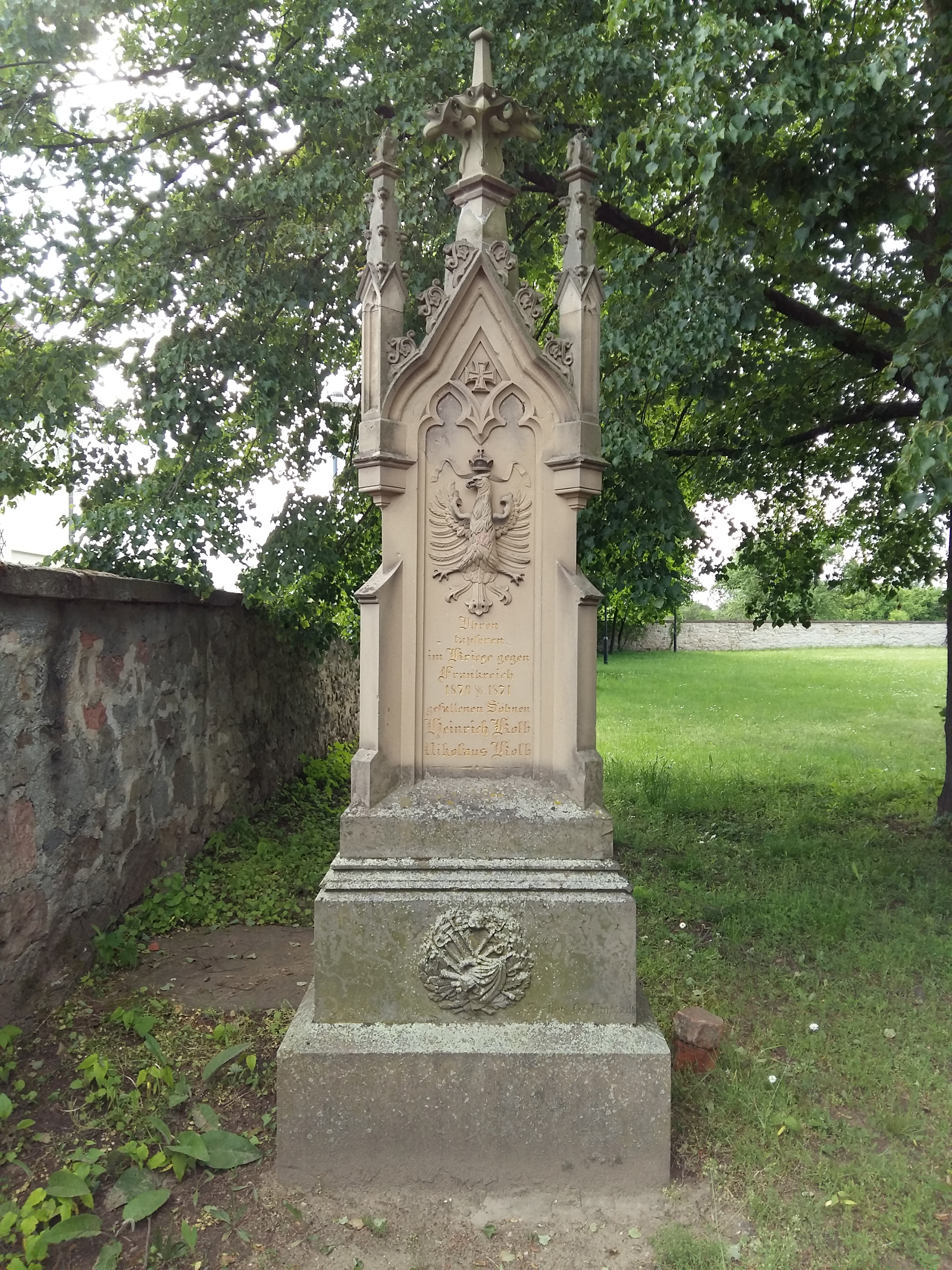
Monumento a los participantes de la guerra franco-prusiana en el patio de la iglesia protestante de Hergershausen

El 8 de marzo de 1800, los soldados de Hesse-Kassel se trasladaron a Sickenhofen y los soldados de Hesse-Darmstadt a Hergershausen para hacer valer sus derechos soberanos.
El 31 de diciembre de 1802 se llegó a un acuerdo sobre el monto de la compensación por la renuncia definitiva al feudo de Hergershausen y Sickenhofen.
El 26 de agosto de 1803, Hergershausen fue entregado ceremonialmente a Hesse-Kassel, porque los derechos feudales completos sobre Hergershausen fueron otorgados a Hessen-Kassel.
En 1805, como resultado de la Segunda Guerra de Coalición, un escuadrón de cazadores franceses con 66 hombres y 68 caballos se acantonó en Hergershausen. Un regimiento de húsares siguió más tarde.
En 1806, la oficina de Babenhausen y con ella Hergershausen fue ocupada por los franceses porque el elector Guillermo I de Hesse-Kassel se negó a unirse a la Confederación del Rin.
En 1810, el recién creado Gran Ducado de Hesse (Darmstadt) bajo el Gran Duque Ludwig I concluyó un tratado estatal con Francia, en el que el distrito de Babenhausen y, por lo tanto, también Hergershausen se incorporaron al Gran Ducado. Esto se confirmó después de la derrota final de Napoleón.
En 1812, durante la campaña rusa de Napoleón, los ciudadanos de Hergershausen también fueron a la guerra como aliados de Francia en el ejército granducal de Hesse. En octubre, por ejemplo, el ciudadano Johann Conrad Ackermann de Hergershausen murió en Viazma durante la marcha sobre Moscú.
En 1813, el Gran Ducado de Hesse abandonó la Confederación del Rin. En aquella época era zona de tránsito de diversas tropas. Por ejemplo, en octubre de 1813, los soldados rusos se alojaron en Hergershausen y Sickenhofen.
En 1866, los ciudadanos de Hergershausen lucharon del lado austríaco en la guerra austro-prusiana. Al mismo tiempo, las tropas de Hesse se alojaron en Hergershausen. Después de la batalla de Laufach/Fronhofen, que ganó Prusia, las tropas prusianas ocuparon el distrito de Dieburg y, por lo tanto, también Hergershausen.

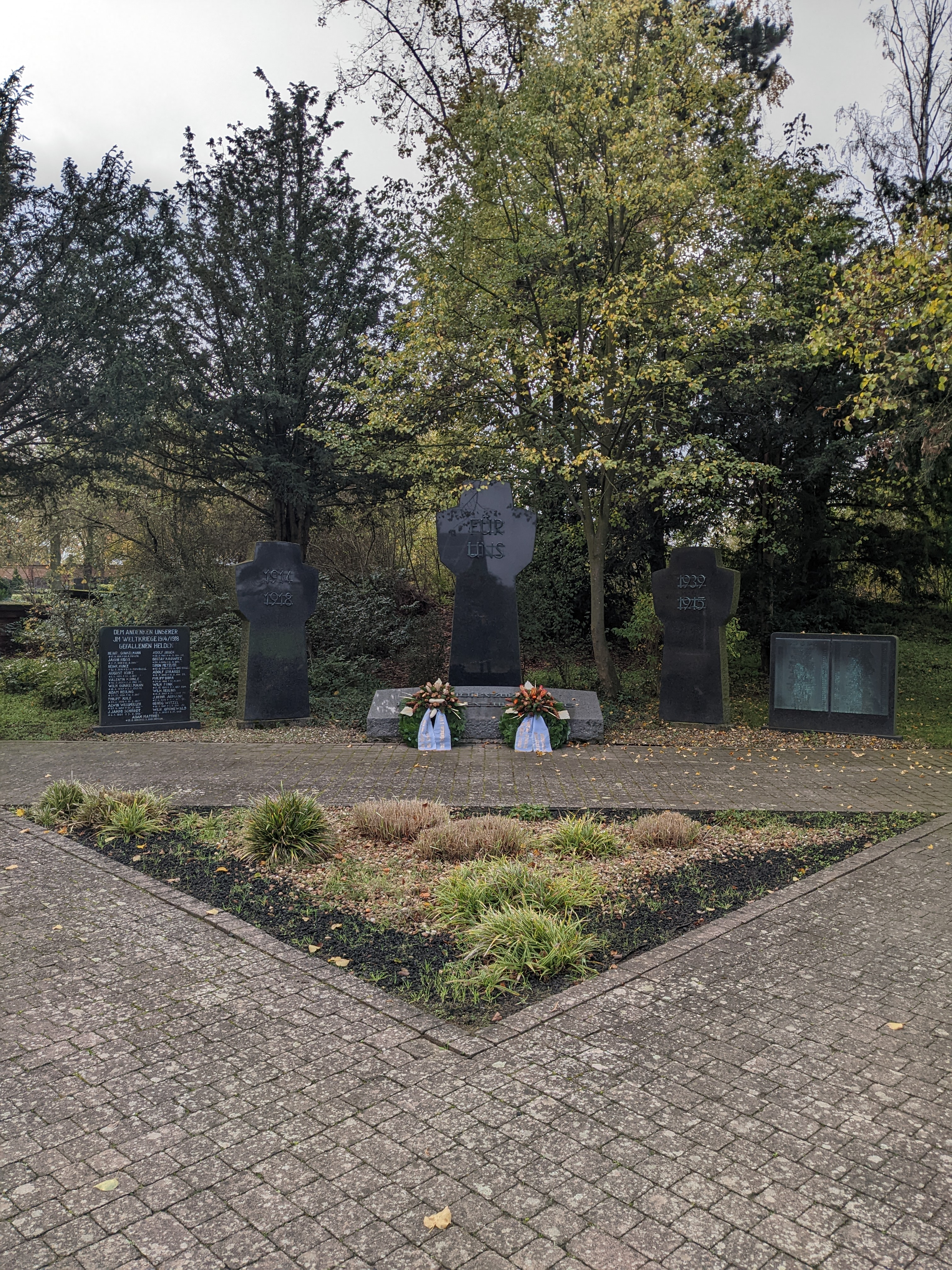
Monumento a los muertos de ambas guerras mundiales detrás del cementerio

En 1870/71, muchos ciudadanos de Hergershausen lucharon en la guerra franco-prusiana. Todavía hay un monumento en el patio de la Iglesia Evangélica Hergershausen para aquellos que participaron y murieron en la guerra.
Desde 1872 hasta el final del Imperio Alemán el 2 de septiembre se celebró el Día del Sedán. El día comenzó con tambores. Por la noche se encendió el fuego del sedán en el Sandberg y el día terminó con cerveza y galletas saladas.

#### sigloXX.
En 1914 comenzó la Primera Guerra Mundial. Aproximadamente 100 Hergershausen participaron en la lucha. En 1918, al final de la guerra, Hergershausen tuvo que lamentar 21 bajas, entre ellas un miembro de la comunidad judía. Un monumento a los caídos sigue en pie detrás del cementerio en la calle Am Flurgraben. Como resultado de la guerra, también fue depuesto el último Gran Duque de Hesse, Ernst Ludwig.

#### Afiliación administrativa
Hasta 1821, la oficina de Babenhausen fue responsable de la administración y jurisdicción en Hergershausen. Con la reforma administrativa en el Gran Ducado de Hesse (-Darmstadt) este año, la jurisdicción y la administración también se separaron aquí en el nivel inferior.
Se crearon distritos para la administración, que transfirió la jurisdicción de primera instancia a los tribunales de distrito. El distrito de Seligenstadt recibió la responsabilidad de la administración, incluida la oficina de Babenhausen, que se disolvió al mismo tiempo. De 1821 a 1832, Hergershausen perteneció al distrito de Seligenstadt, de 1832 a 1848 al distrito de Offenbach del Meno, de 1848 a 1852 al distrito gubernamental de Dieburg y de 1852 a 1977 al distrito de Dieburg.
El 1 de julio de 1972, el municipio anteriormente independiente de Hergershausen se incorporó a Babenhausen de forma voluntaria como parte de la reforma regional en Hesse. Para Hergershausen, al igual que para la ciudad central de Babenhausen y las otras partes de la ciudad, se estableció un distrito local con una junta asesora local y un alcalde de acuerdo con el código municipal de Hesse.
Desde el 1 de enero de 1977, la ciudad de Babenhausen perteneció al distrito de Darmstadt-Dieburg, que surgió de la fusión de la mayor parte del distrito de Dieburg con el distrito de Darmstadt como parte de la reforma del gobierno local.

#### Afiliación Judicial
La sede del tribunal se trasladó a Seligenstadt el 1 de julio de 1835 y el nombre se cambió a "Tribunal de distrito de Seligenstadt". Con la Ley de Constitución de Tribunales de 1877, la organización y las designaciones de los tribunales se estandarizaron en todo el imperio. Por lo tanto, el Gran Ducado de Hesse abolió los tribunales regionales el 1 de octubre de 1879. Fueron reemplazados funcionalmente por tribunales de distrito.

## Población

### Estructura de la población 2011
Según el censo de 2011, el 9 de mayo de 2011 vivían en Hergershausen 1.968 personas. Entre ellos había 111 (5,6%) extranjeros. Según la edad, 381 residentes tenían menos de 18 años, 834 tenían entre 18 y 49 años, 420 entre 50 y 64 años y 333 residentes eran mayores. Los habitantes vivían en 822 hogares. De estos, 231 eran hogares unipersonales, 249 parejas sin hijos y 273 parejas con hijos, así como 60 monoparentales y 9 pisos compartidos. Solo las personas mayores vivían en 141 hogares y ninguna persona mayor vivía en 582 hogares.

## Religión
En Hergershausen había una iglesia filial de la iglesia de Dieburg, más tarde de la Marienkirche en Münster. El patrocinio de la iglesia y, por lo tanto, también el derecho al diezmo recayó en el arzobispado de Maguncia hasta 1360, y luego en el cabildo de la catedral de Maguncia. La autoridad eclesiástica media era el arcediano de San Pedro y Alejandro en Aschaffenburg, capítulo Montat. Con la Reformación, el pueblo se convirtió en evangélico-luterano. A partir de 1711, la iglesia evangélica de Hergershausen se construyó en estilo barroco y se inauguró en 1712. Hoy en día, la iglesia pertenece a toda la parroquia de Hergershausen-Sickenhofen en el decanato de Vorderer Odenwald en el priorato de Starkenburg de la Iglesia protestante en Hesse y Nassau.

### Comunidad judía en Hergershausen

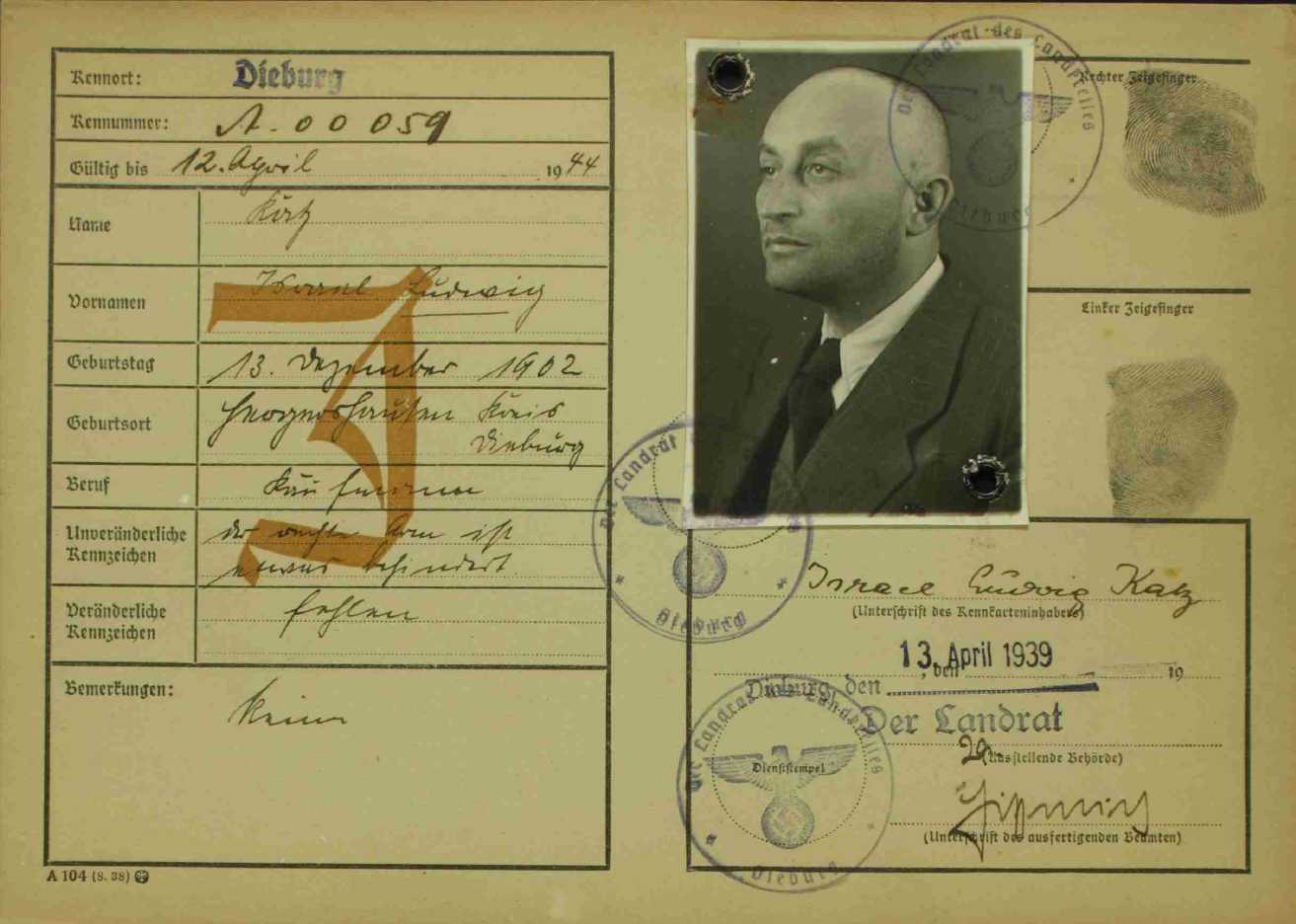
Tarjeta de identificación del judío de Hergershausen Ludwig Katz, asesinado en Auschwitz el 14 de septiembre de 1943

Las primeras familias judías se establecieron en Hergershausen a principios del siglo XVII. Su número creció constantemente hasta que, en la década de 1830, el mayor número de judíos vivía en Hergershausen con alrededor de 122 personas, lo que correspondía a alrededor de una quinta parte de la población total. Sin embargo, el número de judíos ya había disminuido nuevamente a fines del siglo XIX. La comunidad judía de Hergershausen construyó una sinagoga, que se inauguró en septiembre de 1869 y se utilizó desde entonces hasta que fue incendiada en 1938 por miembros de las SA de Starkenburg durante el pogromo de la noche de los cristales rotos. Los judíos fallecidos no fueron enterrados en el cementerio de Hergershausen, sino en el cementerio judío de Sickenhofen. En la comunidad se contrataba a un profesor de religión, que se ocupaba tanto de las tareas religiosas como de la administración. La congregación era parte del rabinato de distrito ortodoxo en Darmstadt. Los ciudadanos judíos de Hergershausen trabajaban principalmente como tratantes de caballos y ganado, carniceros o en la cría de aves de corral. Estaban bien integrados en la vida del pueblo a principios de siglo y, con pocas excepciones, se dice que existieron buenas relaciones entre cristianos y judíos.
Así lo recuerda la judía de Hergershausen Herta Stern:
“La vida congregacional en Hergershausen era armoniosa, al igual que la relación con los cristianos locales. Éramos devotos pero no ortodoxos, éramos judíos conscientes y vivíamos entre nosotros. Los cristianos también deseaban todo lo mejor para el Año Nuevo, les encantaba comprar matzá para la Pascua, y la gente se felicitaba o se condolía en bodas y funerales”.

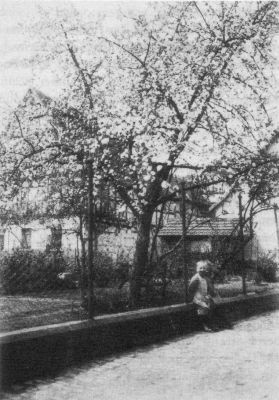
La sinagoga de Hergershausen

En la década de 1930, numerosos judíos abandonaron Hergershausen. Muchos emigraron a Estados Unidos o se mudaron a grandes ciudades como Fráncfort del Meno. Según los registros del memorial de Yad Vashem en Jerusalén, 21 judíos de Hergershausen fueron víctimas de la Shoah. Hoy, una placa conmemorativa en Hergershausen, que se dedicó en 2006 en el 50 aniversario del pogrom de noviembre en el sitio de la sinagoga, conmemora la sinagoga y la comunidad judía de Hergershausen.

### Afiliación religiosa histórica
1829: 510 protestantes (= 79,07%), 122 judíos (= 18,91%) y 13 católicos (= 2,02%) habitantes
1961: 827 protestantes (= 73,91%), 279 católicos (= 24,93%) habitantes

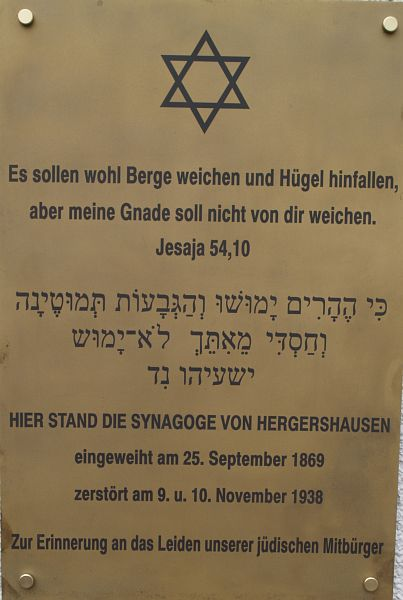
Placa conmemorativa en el sitio de la antigua sinagoga de Hergershausen

## Política
Para Hergershausen hay un distrito local (áreas del antiguo municipio de Hergershausen) con un consejo local y un alcalde según el código municipal de Hesse. Desde las elecciones locales del 14 de marzo de 2021, el consejo asesor local ha incluido a dos miembros del SPD, cuatro miembros de la CDU y un miembro de Allianza 90/Los Verdes. La alcaldesa es Tanja Buia (CDU).

## Cultura y lugares de interés

### Eventos regulares
- Junio/julio: Concierto de serenata de la orquesta de TV Hergershausen en Langfeldsmühle[15]
- Agosto: Fiesta del estanque del club de pesca de Hergershausen[16]
- Octubre: Volksfest Hergershäuser Kerb
- Noviembre/diciembre (primer fin de semana de Adviento): mercado navideño de los bomberos voluntarios en Dalles[17]
- Del 1 al 24 de diciembre: Calendario de Adviento Viviente
- Diciembre: Festival de las Luces de Herigar e.V
- Diciembre (cuarto domingo de Adviento): Concierto de Navidad de la orquesta de TV Hergershausen[18]

## Sociedades en Hergershausen
Hergershausen tiene una animada vida de sociedades e instalaciones deportivas bien desarrolladas. Los siguientes sociedades están representados en Hergershausen:
- Turnverein 1896 Hergershausen (gimnasia (infantil), hacer música en la orquesta (y lecciones instrumentales), tenis, marcha nórdica, baile, saltar la comba, voleibol, aeróbicos, pilates)[19]
- SV Kickers 1913 Hergershausen (fútbol)[20]
- Anglerverein 1960 Hergershausen[21]
- Herigar e. V. (sociedad local)[22]
- Liederkranz 1891 e. V. Hergershausen (coro)[23]
- Schützenverein 1957 Hergershausen (deporte de tiro)[24]
- Hundefreunde Hergershausen (entrenamiento y educación canina)[25]

## Reservas naturales

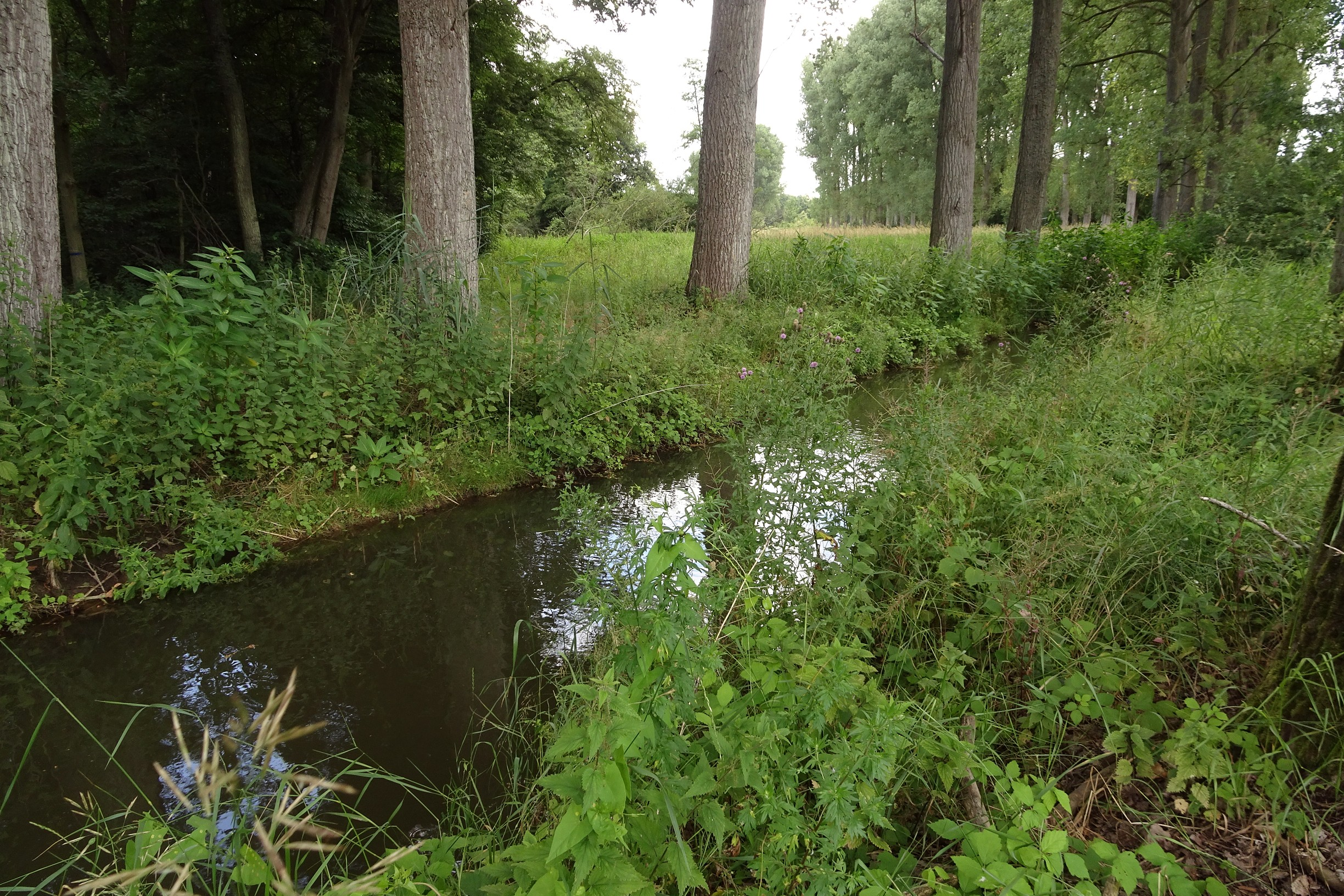
Reserva natural "Brackenbruch" en Hergershausen

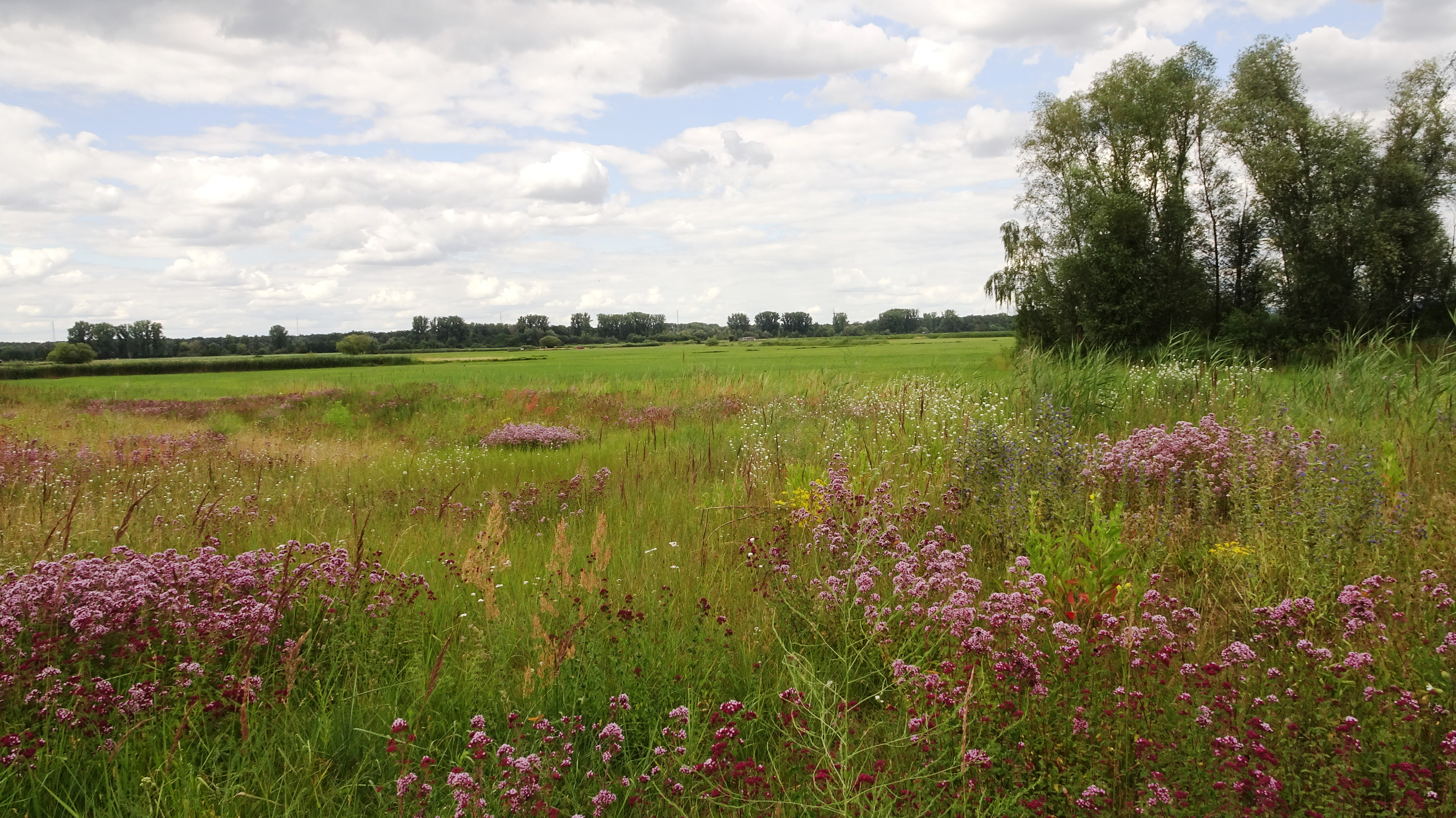
Reserva natural "Auf dem Sand" en Hergershausen

Además de Münster, Altheim y Eppertshausen, Hergershausen tiene una gran parte de la llanura aluvial de aproximadamente 400 hectáreas "Hergershäuser Wiesen" en los tramos inferiores del río Gersprenz. la rehumidificación de partes del área y la creación de estanques y depresiones desde 1980 han creado, entre otras cosas, praderas húmedas y praderas pantanosas, que aportan un alto nivel de biodiversidad al paisaje de llanura aluvial de Hergershäuser Wiesen cada año. Las Hergershäuser Wiesen se han convertido en un lugar ideal de reproducción, descanso y alimentación para muchas especies de aves.
Aquí se encuentran la reserva natural "Die kleine Qualle Hergershausen", que existe desde 1984, y la reserva natural "Auf dem Sand" entre Hergershausen y Altheim", que fue designada en 1998. Al norte de Hergershausen se encuentra la reserva natural "Brackenbruch bei Hergershausen " con praderas húmedas, masas de agua y masas de bosques casi naturales. Estas tres áreas protegidas están integradas en las áreas Natura 2000 más grandes "Untere Gersprenz" (área FFH 6019-303) y "Untere Gersprenzaue" (área de protección de aves de la UE 6119-401) , subárea Hergershausen.
Las Hergershäuser Wiesen ofrecen un hábitat variado para alrededor de 160 especies de plantas, algunas de las cuales son altamente especializadas, alrededor de 30 especies de libélulas y 40 especies de mariposas. Aquí descansan enjambres de grullas, gansos y avefrías con hasta 1000 animales. Raras aves como las garcetas del sur, los zarapitos o los falaropos del norte utilizan los prados húmedos como lugar de descanso. En los bosques de los alrededores se pueden encontrar milanos negros y rojos, así como el halcón arborícola. Los prados son criaderos de animales raros como agachadizas, somormujos pequeños, escribanos maíz y tarabillas. Después de 30 años de abstinencia, la cigüeña ciconia ha vuelto a reproducirse desde el año 2000. También se observaron 5 avocetas, 2 somormujos cuellinegros, una pareja reproductora de cuervo común y 11 parejas reproductoras de grajos. Especialmente en primavera, la rana arborícola europea y el sapo corredor no pueden ser ignorados. Las colas de golondrina y varias hormigas azules se pueden observar como polillas raras. La nudillo de serpiente, las prímulas y el germander ajo están volviendo a crecer en los prados. Y desde hace algunos años, el castor ha regresado a la llanura aluvial de Gersprenz en el área de la reserva natural. El área en sí se puede explorar utilizando senderos bien desarrollados para caminar y andar en bicicleta, así como plataformas de observación.

## Paisaje urbano
La iglesia evangélica caracteriza el paisaje urbano. Más de 20 casas de campo y de entramado de madera en la parte antigua de Hergershausen están catalogadas como monumentos culturales en virtud de la Ley de protección de monumentos de Hesse. En 2005, la ciudad ganó una medalla en el concurso "Unser Dorf hat Zukunft".

## Economía e Infraestructura
Hergershausen tiene una estación en el Rin-Meno-Ferrocarril en la sección entre Darmstadt Hauptbahnhof y Aschaffenburg Hauptbahnhof.
Hergershausen también está conectado con Babenhausen y algunos otros pueblos del municipio de Babenhausen como Sickenhofen, Harpertshausen y Langstadt, así como con Schaafheim a través de sus tres paradas de la línea de autobús BA1.
La carretera federal 26 corre a unos 500 m del pueblo y está conectada por una carretera.
El Zweckverband Gruppewasserwerk Dieburg tiene su sede en las obras hidráulicas de Hergershausen.

## Literatura
- Tilo Fink: Eintritt in die Geschichte der Dörfer Sickenhofen und Hergershausen (2015)
- Barbara Demandt: Die mittelalterliche Kirchenorganisation in Hessen südlich des Mains = Schriften des Hessischen Landesamtes für geschichtliche Landeskunde 29 (1966), S. 119.
- Max Herchenröder: Die Kunstdenkmäler des Landkreises Dieburg. 1940, S. 158.
- Wilhelm Müller: Hessisches Ortsnamenbuch. Band 1: Starkenburg. 1937, S. 315ff.
- Hans Georg Ruppel (Bearb.): Historisches Ortsverzeichnis für das Gebiet des ehem. Großherzogtums und Volksstaats Hessen mit Nachweis der Kreis- und Gerichtszugehörigkeit von 1820 bis zu den Veränderungen im Zuge der kommunalen Gebietsreform = Darmstädter Archivschriften 2. 1976, S. 113.
- Dagmar Söder: Kulturdenkmäler in Hessen. Kreis Offenbach = Denkmaltopographie Bundesrepublik Deutschland. 1987, S. 777ff.
- Literatur über Hergershausen nach Register nach GND In: Hessische Bibliographie
- Suche nach Hergershausen In: Archivportal-D der Deutschen Digitalen Bibliothek